# Moigny-sur-École
Moigny-sur-École é uma comuna francesa na região administrativa da Ilha-de-França, no departamento de Essonne. Estende-se por uma área de 12,23 km². Em 2010 a comuna tinha 1 283 habitantes (densidade: 104,9 hab./km²).